# Василевський Антон
Антон Василевський, біл. Антон Васілеўскі, псевдоніми - Антось з Леплю та Дядько з Леплю, (*18 серпня 1891, село Костянка біля Лепеля, Вітебська губернія — †10 травня 1984, Гливиці) — білоруський письменник.

## Біографія
До 1939 мешкав у Вільнюсі. Працював на пошті, займався хіромантією і гомеопатією. Редактор і видавець сатиричного часопису «Овід» (1924–1933). Після війни мешкав у Гливицях. Користувався псевдонімами Антось з Леплю та Дядько з Леплю. Оповідання Антона Василевського публікувалися в Білостоцькій «Ниві» і альманахах «біловежців».